# The Difference Machine
The difference machine is het vijfde studioalbum van de Engelse progressieve-rockband Big Big Train. Het album werd in 2007 uitgebracht op het eigen label English Electric Recordings. In 2010 werd het album heruitgegeven; aan deze versie werd een extra nummer toegevoegd. Opnamen vonden plaats in de English Electric Studios in Bournemouth, behalve de saxofoons en drums van Nick D'Virgilio; die legde Rob Aubrey vast in de Aubitt Studios in Southampton.
Het conceptalbum vertelt een verhaal dat plaatsvindt in een periode waarin kleine gebeurtenissen grote gevolgen hebben. In de release notes commentarieerde de band zelf: "a ‘small’ story; the loss of loved ones as life progresses, set against a ‘big’ story; the death of a distant star".

## Ontvangst
Het album werd zeer positief ontvangen door critici. Markwin Meeuws van ProgWereld noemde het album "een ongekende klassieker". Hij merkte "[d]e juiste plaatsing van geluidjes, noten en accenten" en "[e]en ongelooflijk sterk gevoel van timing en een gruwelijk groot vernuft in compositietalent" op.  Brad Birzer van Progarchy schreef: "Well, if it’s not clear by now, I think the world of this lp.  If 'The Difference Machine' is not a part of your collection, it should be by the time you finished this outrageously long review." Op Dutch Progressive Rock Pages werd het album tweemaal gerecenseerd. Mark Hughes gaf het album een 8 en zei: "With The Difference Machine, BBT may finally have made the album they have been promising all these years." Leo Koperdraat noemde het album "[o]ne of the best progressive rock albums this year" en gaf een 9,5. Koperdraat verwees daarbij naar de weblog van Jem Godfrey  van Frost*, die hoog opgaf van The difference machine.

## Musici
Big Big Train onderging gedurende de opnamen een personeelswisseling. Zo wilde Andy Poole zich meer toeleggen op mix en productie, sommige basgitaarpartijen werden ingespeeld door gastmusici Pete Trewavas van Marillion en Dave Meros van Spock's Beard. Drummer Steve Hughes zou vertrekken; zijn opvolger Nick D'Virgilio (ook Spock's Beard) zou alvast alternatieve mixen inspelen, maar die waren al zo goed, dat ze op het definitieve album terechtkwamen. D'Virgilio bood aan vaste drummer van Big Big Train te worden, maar dat zou pad later inderdaad het geval worden, aldus Spawton in IO Pages 169 (februari 2021).
- Sean Filkins - zang
- Greg Spawton - gitaar, toetsinstrumenten, zang, basgitaar (wanneer Poole of diens plaatsvervanger niet beschikbaar waren
- Andy Poole - basgitaar
- Steve Hughes - drums

Met
- Becca King - altviool (tracks 1, 4, 5, 6)
- Dave Meros – basgitaar (track 2)
- Pete Trewavas – basgitaar (track 4)
- Tony Wright - saxofoon, fluit (track 2, 4, 7)
- Nick D'Virgilio - drums, zang (tracks 2, 4)

## Muziek
| Nr. | Titel                                                                                 | Duur  |
| --- | ------------------------------------------------------------------------------------- | ----- |
| 1.  | Hope this finds you (Muziek: Spawton)                                                 | 3:12  |
| 2.  | Perfect cosmic storm (Muziek: Spawton; Tekst: Spawton)                                | 14:40 |
| 3.  | Breathing space (Muziek: Spawton)                                                     | 1:47  |
| 4.  | Pick up if you're there (Muziek: Spawton, Poole, Filkins; Tekst: Spawton)             | 13:39 |
| 5.  | From the wide open sea (Muziek: Spawton, Poole)                                       | 1:20  |
| 6.  | Salt water falling on uneven ground (Muziek: Spawton, Poole, Filkins; Tekst: Spawton) | 12:38 |
| 7.  | Summer's lease (Muziek: Spawton, Poole; Tekst: Spawton)                               | 7:34  |

Het originele album was opgebouwd uit vier relatief korte stukken om drie langere stukken heen.
De heruitgave (EERCD007) uit 2010 bevat het toegevoegde nummer Hope you made it (3:46) als track 6, waarna de resterende nummers in dezelfde volgorde volgen.